# Морска археология
Морската археология е дял на археологията, която изучава взаимодействието на човека с морето, чрез изучаване на свързани с тях физически останки, било то кораби, съоръжения по брега, пристанища, товари, човешки останки и потопени обекти. Морската археология изучава строителството и използването на корабите.
Както археологията като цяло, морската археология може да се практикува в историческия, индустриалния или праисторическия период. Морската археология е подраздел на подводната археология, която изучава миналото чрез всякакви потопени останки, независимо дали те са от морски интерес или не. Например от праисторическата епоха са останките на потопени селища или находища, които сега лежат под вода, когато нивата на морето са били по-ниски.
Морските археологически обекти са често резултат от корабокрушения или понякога сеизмична активност и по този начин представляват момент във времето, а не бавно отлагане на материал, натрупан за период от години, какъвто е случаят с пристанищните структури (като пристани, пристанища, докове и пристанища), когато обектите се изгубват или се изхвърлят от конструкции за продължителни периоди от време.